# André Goosse
André Goosse (Lieja, 16 d'abril de 1926 - Ottignies, Valònia, 4 d'agost de 2019) va ser un romanista i gramàtic belga.

## Vida i obra
Goosse va fer el batxillerat a Stavelot. Després de la Guerra Mundial, que el deixà orfe, de 1945 a 1949 va ser alumne de la Universitat catòlica de Lovaina. El 1959 va defensar la tesi, dirigida per Omer Jodogne, que consistí en una edició de l'obra de Jean d'Outremeuse (1338-1400), Ly myreur des histors. Fragment du second livre (années 794–826), (Brussel·les 1965). Des de 1967 va ser professor de filologia romànica a la Universitat catòlica de Lovaina (després a la de Lovaina-la-Nova, amb la universitat francesa en escindir-se la universitat).
Va ser fundador, i més tard president, del Conseil international de la langue française. El 1976 va ser nomenat membre de l'Acadèmia Reial de Bèlgica, de la qual seria de 1996 a 2001 secretari. També va ser membre del Conseil supérieur de la langue française en France des de 1989. El 1991 es va jubilar.
El 1950 es va casar amb Marie-Thérèse Grevisse i es va convertir en gendre i col·laborador de Maurice Grevisse (1895–1980). El va rellevar en les cròniques lingüístiques del diari La Libre Belgique des de 1966, i després de la seva mort s'ocupà de la publicació de les diferents edicions de la gramàtica Le bon usage. Grammaire française (1a ed. 1936), que modernitzà a partir de les 12 i 13 edicions i refeu en gran part a partir de la 14a.
Després de la mort de la seva primera dona es va casar el 1988 amb l'escriptora France Bastia.

## Publicacions
- Façons de parler, Gembloux 1971
- La néologie française aujourd'hui, Paris 1975
- Nouvelle grammaire française (amb Maurice Grevisse), Gembloux 1989
- La nouvelle orthographe. Exposé et commentaires, Louvain-la-Neuve 1991
- (col·laborador) Belgicismes. Inventaire des particularités lexicales du français en Belgique, Louvain-la-Neuve 1994
- (col·laborador) Une langue, une communauté. Le français en Belgique, Louvain-la-Neuve 1997 (amb Daniel Blampain, Jean-Marie Klinkenberg, Marc Wilmet).
- Façons belges de parler, Brussel·les 2011 (Recull de cròniques)